# Paul Muni
Paul Muni (właśc. Meshilem Meier Weisenfreund; ur. 22 września 1895 we Lwowie, zm. 25 sierpnia 1967 w Montecito) – amerykański aktor filmowy i teatralny, laureat Oscara za rolę w filmie biograficznym Pasteur (1936).

## Filmografia
- 1932 – Człowiek z blizną (jako Antonio „Tony” Camonte)
- 1932 – Jestem zbiegiem (jako James Allen)
- 1936 – Pasteur (jako Ludwik Pasteur)
- 1937 – Życie Emila Zoli (jako Émile Zola)
- 1939 – Juarez (jako Benito Juarez)

## Nagrody
- Nagroda Akademii Filmowej: najlepszy aktor pierwszoplanowy: Pasteur (1936)